# Cryopédologie
 (septembre 2024).
La cryopédologie est l'étude des sols à des températures sous 0°C, mettant l'accent sur l'action intensive du gel et des sols gelés de manière permanente : le pergélisol. Cela comprend leur formation, leur décomposition, leurs causes, leurs occurrences et les pratiques d'ingénierie utilisées pour surmonter les difficultés liées à l'action du gel,. Le terme cryopédologie a été introduit pour la première fois en 1946 par le géologue Kirk Bryan. Les intérêts économiques liés à la construction de routes et d’infrastructures dans l’Arctique motivent cette zone d’étude.
Les formes dans lesquelles la neige gelée est soufflée par le vent (par exemple dans la toundra) sont appelées « formations cryopédologiques ». Les façons dont la neige gelée se comporte en raison de facteurs intrinsèques à elle-même et liés aux environnements sont des « processus cryopédologiques ».